# Uber Cup 2014/Qualifikation
Für den Uber Cup 2014 erfolgte die Qualifikation aufgrund folgender Kriterien.

## Qualifikationskriterien
|          | Kriterium | Anzahl |
| -------- | --- | ------ |
| 1        | - Gastgeber | 1      |
| 2        | - Titelverteidiger | 1      |
| 3        | - die 14 besten Teams der Weltrangliste - mindestens ein Teilnehmer aus Afrika, Amerika und Ozeanien im Uber oder Thomas Cup - mindestens je drei Teams aus Asien und Europa | 14     |
| Gesamt： | Gesamt： | 16     |

## Weltranglistenpunkte zum 6. März 2014
| Platz | Land               | 1. DE | 1. DE                     | 2. DE | 2. DE                    | 3. DE | 3. DE               | 1. DD | 1. DD                                             | 2. DD | 2. DD                                   | Punkte  |
| ----- | ------------------ | ----- | ------------------------- | ----- | ------------------------ | ----- | ------------------- | ----- | ------------------------------------------------- | ----- | --------------------------------------- | ------- |
| 1     | China              | 1     | Li Xuerui                 | 3     | Wang Shixian             | 4     | Wang Yihan          | 1     | Wang Xiaoli Yu Yang                               | 4     | Ma Jin Tang Jinhua                      | 397,163 |
| 2     | Japan              | 11    | Sayaka Takahashi          | 15    | Eriko Hirose             | 16    | Minatsu Mitani      | 3     | Misaki Matsutomo Ayaka Takahashi                  | 9     | Reika Kakiiwa Miyuki Maeda              | 273,714 |
| 3     | Thailand           | 2     | Ratchanok Intanon         | 10    | Porntip Buranaprasertsuk | 12    | Nitchaon Jindapol   | 11    | Duanganong Aroonkesorn Kunchala Voravichitchaikul | 29    | Savitree Amitrapai Lam Narissapat       | 267,333 |
| 4     | Südkorea           | 5     | Sung Ji-hyun              | 6     | Bae Yeon-ju              | 90    | Kim Hyo-min         | 7     | Jung Kyung-eun Kim Ha-na                          | 8     | Chang Ye-na Kim So-young                | 262,348 |
| 5     | Indonesien         | 18    | Lindaweni Fanetri         | 26    | Bellaetrix Manuputty     | 30    | Aprilia Yuswandari  | 6     | Pia Zebadiah Rizki Amelia Pradipta                | 10    | Nitya Krishinda Maheswari Greysia Polii | 229,133 |
| 6     | Dänemark           | 55    | Line Kjærsfeldt           | 73    | Sandra-Maria Jensen      | 78    | Anna Thea Madsen    | 2     | Kamilla Rytter Juhl Christinna Pedersen           | 19    | Line Damkjær Kruse Marie Røpke          | 181,894 |
| 7     | Indien             | 7     | Saina Nehwal              | 9     | P. V. Sindhu             | 40    | Arundhati Pantawane | 59    | Pradnya Gadre Ashwini Ponnappa                    | 65    | Jwala Gutta Ashwini Ponnappa            | 181,459 |
| 8     | Chinesisch Taipeh  | 8     | Tai Tzu-ying              | 25    | Pai Hsiao-ma             | 56    | Minatsu Mitani      | 35    | Cheng Wen-hsing Hsieh Pei-chen                    | 55    | Chen Hsiao-huan Lai Chia-wen            | 171,164 |
| 9     | Hongkong           | 22    | Yip Pui Yin               | 33    | Chan Tsz Ka              | 131   | Cheung Ngan Yi      | 14    | Poon Lok Yan Tse Ying Suet                        | 97    | Chan Hung Yung Yuen Sin Ying            | 142,453 |
| 10    | Singapur           | 21    | Gu Juan                   | 69    | Chen Jiayuan             | 86    | Xing Aiying         | 20    | Shinta Mulia Sari Yao Lei                         | 42    | Fu Mingtian Vanessa Neo Yu Yan          | 142,031 |
| 11    | Malaysia           | 51    | Tee Jing Yi               | 83    | Yang Li Lian             | 123   | Sonia Cheah Su Ya   | 17    | Vivian Hoo Kah Mun Woon Khe Wei                   | 23    | Ng Hui Ern Ng Hui Lin                   | 136,379 |
| 12    | Bulgarien          | 35    | Linda Zechiri             | 39    | Petya Nedelcheva         | 53    | Stefani Stoeva      | 33    | Gabriela Stoeva Stefani Stoeva                    | 109   | Petya Nedelcheva Dimitria Popstoikova   | 129,326 |
| 13    | England            | 70    | Sarah Walker              | 77    | Fontaine Chapman         | 85    | Panuga Riou         | 27    | Kate Robertshaw Heather Olver                     | 30    | Lauren Smith Gabrielle Adcock           | 123,879 |
| 14    | Russland           | 50    | Natalia Perminova         | 59    | Ksenia Polikarpova       | 62    | Olga Golovanova     | 41    | Irina Khlebko Ksenia Polikarpova                  | 50    | Tatjana Bibik Anastasia Chervyakova     | 122,490 |
|       |                    |       |                           |       |                          |       |                     |       |                                                   |       |                                         |         |
| 15    | Deutschland        | 46    | Karin Schnaase            | 105   | Olga Konon               | 291   | Anika Dörr          | 25    | Johanna Goliszewski Birgit Michels                | 40    | Isabel Herttrich Carla Nelte            | 108,693 |
| 16    | Kanada             | 24    | Michelle Li               | 100   | Charmaine Reid           | 106   | Kristen Tsai        | 67    | Grace Gao Michelle Li                             | 83    | Alexandra Bruce Phyllis Chan            | 99,698  |
| 17    | Frankreich         | 38    | Sashina Vignes Waran      | 92    | Perrine Lebuhanic        | 157   | Delphine Lansac     | 48    | Audrey Fontaine Émilie Lefel                      | 66    | Lorraine Baumann Teshana Vignes Waran   | 96,970  |
| 18    | Spanien            | 13    | Carolina Marín            | 27    | Beatriz Corrales         | 441   | Clara Azurmendi     | 185   | Laura Molina Haideé Ojeda                         | 350   | María Márquez Díaz Ana Peñas            | 96,406  |
| 19    | Niederlande        | 102   | Soraya de Visch Eijbergen | 190   | Gayle Mahulette          | 217   | Patty Stolzenbach   | 15    | Eefje Muskens Selena Piek                         | 71    | Samantha Barning Iris Tabeling          | 89,204  |
| 20    | Vereinigte Staaten | 45    | Jamie Subandhi            | 170   | Iris Wang                | 203   | Christine Look      | 22    | Eva Lee Paula Obanana                             | 233   | Annie Xu Kerry Xu                       | 83,980  |
| 21    | Schottland         | 20    | Kirsty Gilmour            | 382   | Rebekka Findlay          | 718   | Emma Cook           | 45    | Jillie Cooper Kirsty Gilmour                      | 102   | Kirsty Gilmour Imogen Bankier           | 80,374  |
| 22    | Australien         | 95    | Tara Pilven               | 148   | Joy Lai                  | 166   | Verdet Kessler      | 43    | Jacqueline Guan Gronya Somerville                 | 69    | Tang He Tian Renuga Veeran              | 77,580  |
| 23    | Neuseeland         | 74    | Michelle Chan             | 81    | Anna Rankin              | 281   | Vicki Copeland      | 52    | Anna Rankin Madeleine Stapleton                   | 108   | Amanda Brown Kritteka Gregory           | 74,482  |
| 24    | Ukraine            | 63    | Mariya Ulitina            | 109   | Natalya Voytsekh         | 206   | Yuliya Kazarinova   | 80    | Anastasiya Dmytryshyn Darya Samarchants           | 85    | Natalya Voytsekh Yelyzaveta Zharka      | 72,624  |
| 25    | Schweiz            | 43    | Sabrina Jaquet            | 84    | Nicole Schaller          | 183   | Ayla Huser          | 94    | Sabrina Jaquet Ayla Huser                         | 240   | Marion Gruber Tiffany Zaugg             | 70,197  |
| 26    | Tschechien         | 37    | Kristína Gavnholt         | 89    | Zuzana Pavelková         | 143   | Lucie Černá         | 134   | Kateřina Tomalová Šárka Křížková                  | 353   | Kateřina Tomalová Zuzana Pavelková      | 68,319  |

## Qualifizierte Teams
| Platz | Land               | Punkte  | Quali. | Setzplatz | Bemerkung      |
| ----- | ------------------ | ------- | ------ | --------- | -------------- |
| 1     | China              | 397,163 |        | 1         |                |
| 2     | Japan              | 273,714 |        | 2         |                |
| 3     | Thailand           | 267,333 |        | 3/4       |                |
| 4     | Südkorea           | 262,348 |        | 3/4       |                |
| 5     | Indonesien         | 229,133 |        | 5/8       |                |
| 6     | Dänemark           | 181,894 |        | 5/8       |                |
| 7     | Indien             | 181,459 |        | 5/8       |                |
| 8     | Chinesisch Taipeh  | 171,164 |        | 5/8       |                |
| 9     | Hongkong           | 142,453 |        | 9/16      |                |
| 10    | Singapur           | 142,031 |        | 9/16      |                |
| 11    | Malaysia           | 136,379 |        | 9/16      |                |
| 12    | Bulgarien          | 129,326 |        |           | nicht gemeldet |
| 13    | England            | 123,879 |        | 9/16      |                |
| 14    | Russland           | 122,490 |        | 9/16      |                |
| 15    | Deutschland        | 108,693 |        | 9/16      | Ersatz         |
| 16    | Kanada             | 99,698  |        | 9/16      | PanAm          |
| 17    | Frankreich         | 96,970  |        |           |                |
| 18    | Spanien            | 96,406  |        |           |                |
| 19    | Niederlande        | 89,204  |        |           |                |
| 20    | Vereinigte Staaten | 83,980  |        |           |                |
| 21    | Schottland         | 80,374  |        |           |                |
| 22    | Australien         | 77,580  |        | 9/16      | Ozeanien       |
| 23    | Neuseeland         | 74,482  |        |           |                |
| 24    | Ukraine            | 72,624  |        |           |                |
| 25    | Schweiz            | 70,197  |        |           |                |
| 26    | Tschechien         | 68,319  |        |           |                |